# کوه الک لیک
کوه الک لیک (به انگلیسی: Mount Elk Lick) یک کوه و قله در ایالات متحده آمریکا است که در واشینگتن واقع شده‌است. کوه الک لیک ۱٬۹۸۶٫۴۱ متر بالاتر از سطح دریا واقع شده‌است.